# Max Tessier
Max Tessier (n. 17 octombrie 1944, Vichy, Auvergne, Franța – d. 19 aprilie 2025, Manila, Filipine) a fost un critic de film și jurnalist francez.

## Biografie
S-a născut în 1944. A scris articole pe teme cinematografice și recenzii de filme începând din 1965, publicând atât în Franța, cât și în străinătate.
A colaborat la revista Jeune Cinéma din 1965 și apoi la revista Cinéma din 1967. A făcut parte din grupul care a abandonat revista Cinéma pentru a fonda revista Écran, al cărei prim număr a apărut în ianuarie 1972. A publicat apoi articole și cronici în La Revue du cinéma și uneori în revista Positif și a fondat în 1988 la New Delhi revista Cinemaya, dedicată în exclusivitate filmelor asiatice.
Specialist în cinematografia asiatică, în special japoneză, el este autorul unor cărți de referință în acest domeniu, printre care Yasujiro Ozu (Anthologie du cinéma, 1971), Images du cinéma japonais (Paris, 1981 și 1990) și Le cinéma japonais (Paris, 1997, tradus în italiană, spaniolă, coreeană, chineză și română). De asemenea, a coordonat lucrările Le cinéma japonais au présent (Ed. Lherminier, Paris, 1979 și 1984) și Cinéma et littérature au Japon de l'ère Meiji à nos jours (Ed. du Centre Pompidou, Paris, 1986).

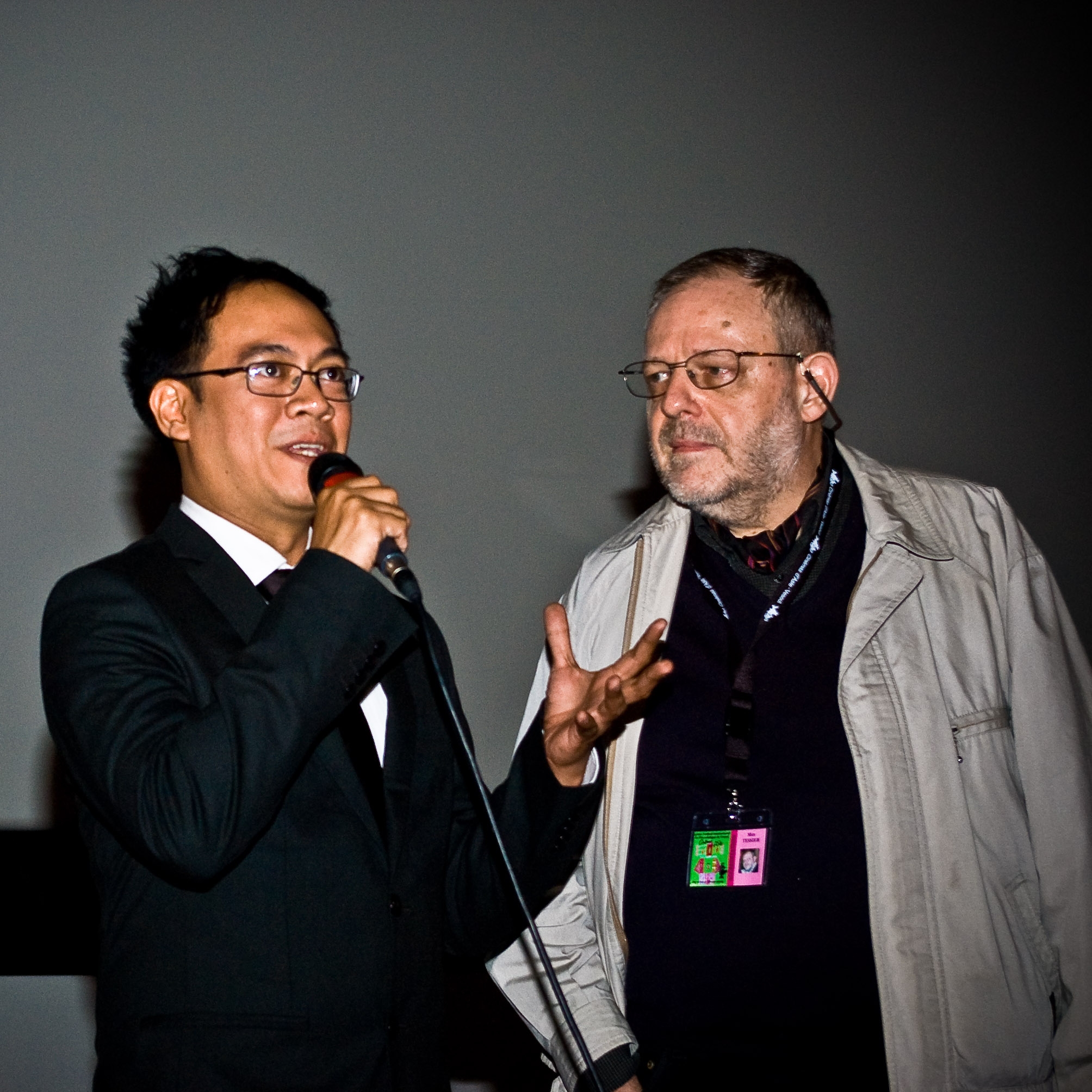
Cineastul filipinez Chris Martinez și criticul de film francez Max Tessier la Festivalul Internațional al cinematografiei asiatice de la Vesoul, 2009.

Max Tessier a coordonat, în calitate de director de programe, o mare retrospectivă a cinematografiei japoneze (220 de filme) la Centrul Pompidou în 1997 și a prezidat juriul internațional al ediției a VII-a (2001) a Festivalului Internațional al cinematografiei asiatice de la Vesoul. A fost consultant artistic al mai multor festivaluri internaționale de film.

## Publicații
- Yasujiro Ozu, L'Avant-Scène Cinéma, col. «Anthologie du cinéma», nr. 64, iulie-octombrie 1971
- Le cinéma japonais au présent: 1959-1979 (coord.), P. Lherminier, Paris, col. Cinéma d'aujourd'hui nr. 15, 1979
- Images du cinéma japonais, introducere de Nagisa Ōshima, Henri Veyrier, 1981; reeditat în 1990
- Le cinéma japonais au présent: 1959-1984 (coord.), P. Lherminier, Paris, col. Cinéma d'aujourd'hui nr. 15, 1984
- Cinéma et littérature au Japon de l'ère Meiji à nos jours (coord.), Éditions Centre Georges Pompidou, Paris, col. «Cinéma-singulier», 1986
- Cinéma et littérature au Japon, împreună cu Pierre Aubry, Éditions Centre Georges Pompidou, 1992
- Le cinéma japonais, Nathan, Paris, 1997; ed. a II-a, Armand Colin, Paris, 2005, reed. Armand Colin, 2008; ed. a III-a revăzută și adăugită de Frédéric Monvoisin, Armand Colin, col. «Focus Cinéma», 2018

### Traduceri în limba română
- Filmul japonez, IBU Publishing, București, col. Filmul pentru toți, 2010, 218 p. - traducere din limba franceză de Magdalena Stanciu, prefață de Cristina Corciovescu